# Glaciovolcanisme
Ne doit pas être confondu avec Cryovolcanisme.

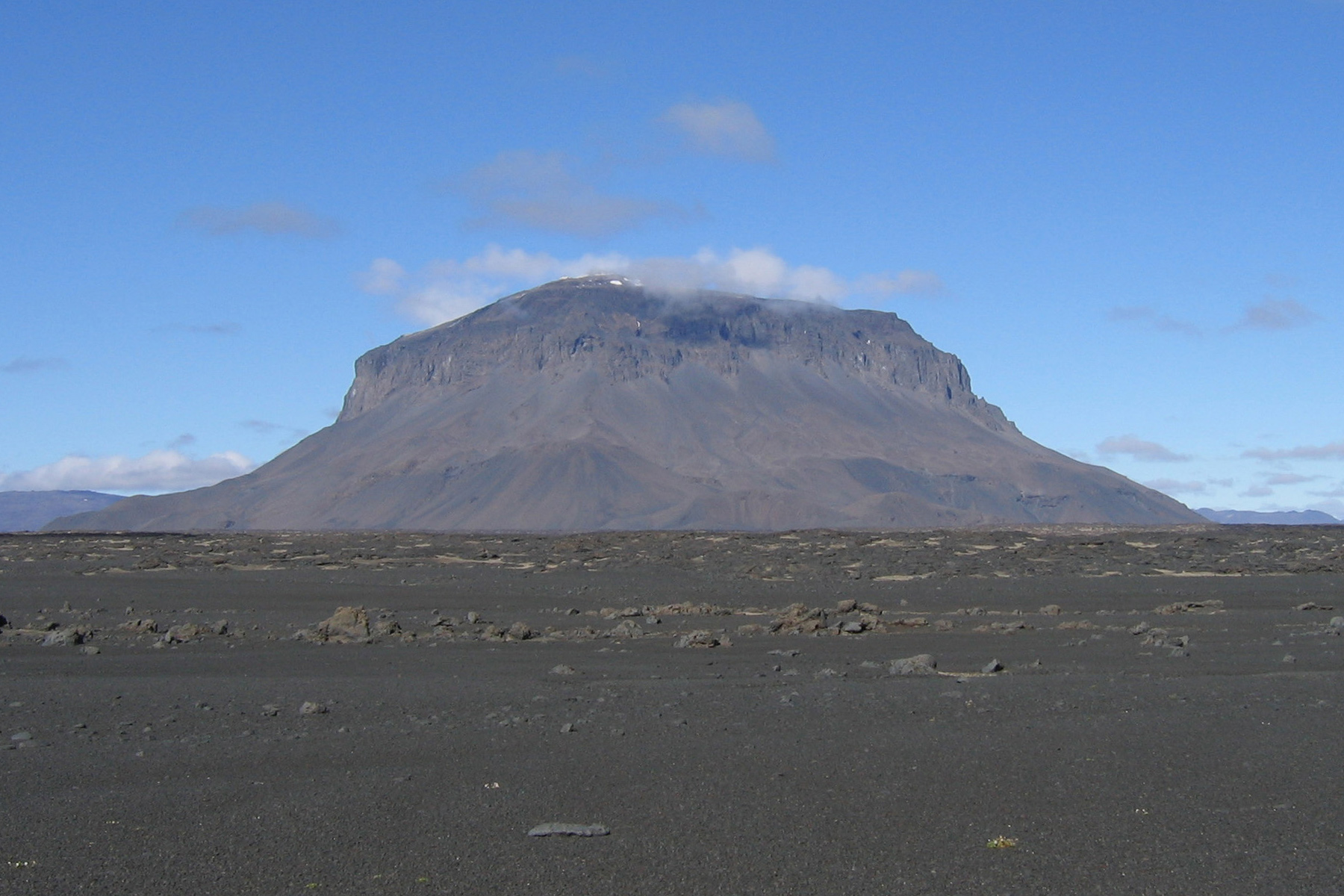
Le volcan Herðubreið en Islande

Le glaciovolcanisme est le volcanisme en présence de glace. La glace contraint mécaniquement la lave et se transforme en eau de fonte. Une fonte considérable de la glace peut créer de puissants lahars ou provoquer des inondations connues sous le nom de jökulhlaups.

## Différents types
On distingue trois types de glaciovolcanisme :
- les éruptions sous-glaciaires, qui se produisent lorsqu'un volcan entre en éruption sous la glace. Elles créent des reliefs tels que des tuyas et des monticules sous-glaciaires (en) ;
- le glaciovolcanisme marginal, résultat du contact latéral des matériaux d'une éruption subaérienne (en) avec la glace (coulées de lave glaciomarginales (en)) ;
- les éruptions supraglaciaires, qui déposent des éjectas à la surface d'une calotte glaciaire ou d'un inlandsis.

## Prévalence
Des dépôts glaciovolcaniques ont été identifiés sur tous les continents terrestres sauf l'Australie, et sur Mars. Ces dépôts servent aux reconstructions paléoclimatiques en délimitant les limites spatiales et temporelles des calottes glaciaires quaternaires sur Terre, ainsi qu'à la cartographie des calottes glaciaires sur Mars.
Aujourd'hui, les régions du monde concernées par l'activité glaciovolcanique sont principalement l'Alaska et l'ouest du Canada, le sud du Chili, l'Argentine, l'Islande et deux zones côtières de l'Antarctique (péninsule Antarctique et plate-forme de Ross). Les éruptions récentes du Gjálp en 1996 (en), du Redoubt en 2009 (en) et de l'Eyjafjallajökull en 2010 montrent que les interactions volcan-glace entraînent des risques locaux et régionaux, jusque dans des zones éloignées et urbaines.

## Implications
Le volcanisme sous-glaciaire peut contribuer à l'élévation du niveau de la mer. La plus puissante éruption volcanique des 10 000 dernières années en Antarctique s'est ainsi produite il y a 2 200 ans dans la chaîne Hudson, sous l'inlandsis. On pense que cette éruption a eu des conséquences significatives sur le retrait du glacier de l'île du Pin, et qu'une future éruption pourrait de même contribuer à l'élévation en cours du niveau de la mer.
Il peut aussi se produire une rétroaction positive entre le réchauffement climatique et le volcanisme sous-glaciaire, l'amincissement de la glace sus-jacente entraînant une baisse de la pression au-dessus de la chambre magmatique, cause plausible d'une activation ou réactivation du volcanisme. On soupçonne ce phénomène d'avoir joué un rôle dans l'initiation du réchauffement Bølling–Allerød (en), il y a environ 14 700 ans.